# Stary cmentarz żydowski w Lubomlu
Stary cmentarz żydowski w Lubomlu – kirkut społeczności żydowskiej niegdyś zamieszkującej Luboml. Nie wiadomo dokładnie kiedy powstał. Znajdował się na południe od rynku. Został zniszczony podczas II wojny światowej. Obecnie na terenie cmentarza zabudowa mieszkalna.